# Desmodillus auricularis
Desmodillus auricularis là một loài động vật có vú trong họ Chuột, bộ Gặm nhấm. Loài này được Smith mô tả năm 1834.